# Kathedraal van Pisa
De dom van Pisa (Duomo Santa Maria) bevindt zich op het Piazza dei Miracoli in de Italiaanse stad Pisa. De middeleeuwse kathedraal, gewijd aan Maria, vormt het hart van dit plein. Los ervan staan het baptisterium (aan de westzijde) en de klokkentoren, de Toren van Pisa (aan de oostzijde).
De dom heeft de vorm van een vijfbeukige basiliek met een driebeukig transept. De bouw begon in 1064 onder de architect Busketus en hij bouwde in de typisch Pisaanse romaanse stijl. De mozaïeken binnen laten een sterke Byzantijnse invloed zien.
De façade van grijs marmer en witte steen, gezet met schijven van gekleurd marmer, werd gebouwd door Rainaldo, zoals is aangegeven boven de middelste deur: Rainaldus prudens operator.
De massieve bronzen deuren zijn gemaakt in de werkplaats van Giambologna, maar de bezoekers komen binnen via de Portale di San Ranieri, tegenover de scheve toren. Deze deur, rond 1180 gemaakt door Bonanno Pisano, is verplaatst van zijn originele plek toen Giambologna's deuren klaar waren.

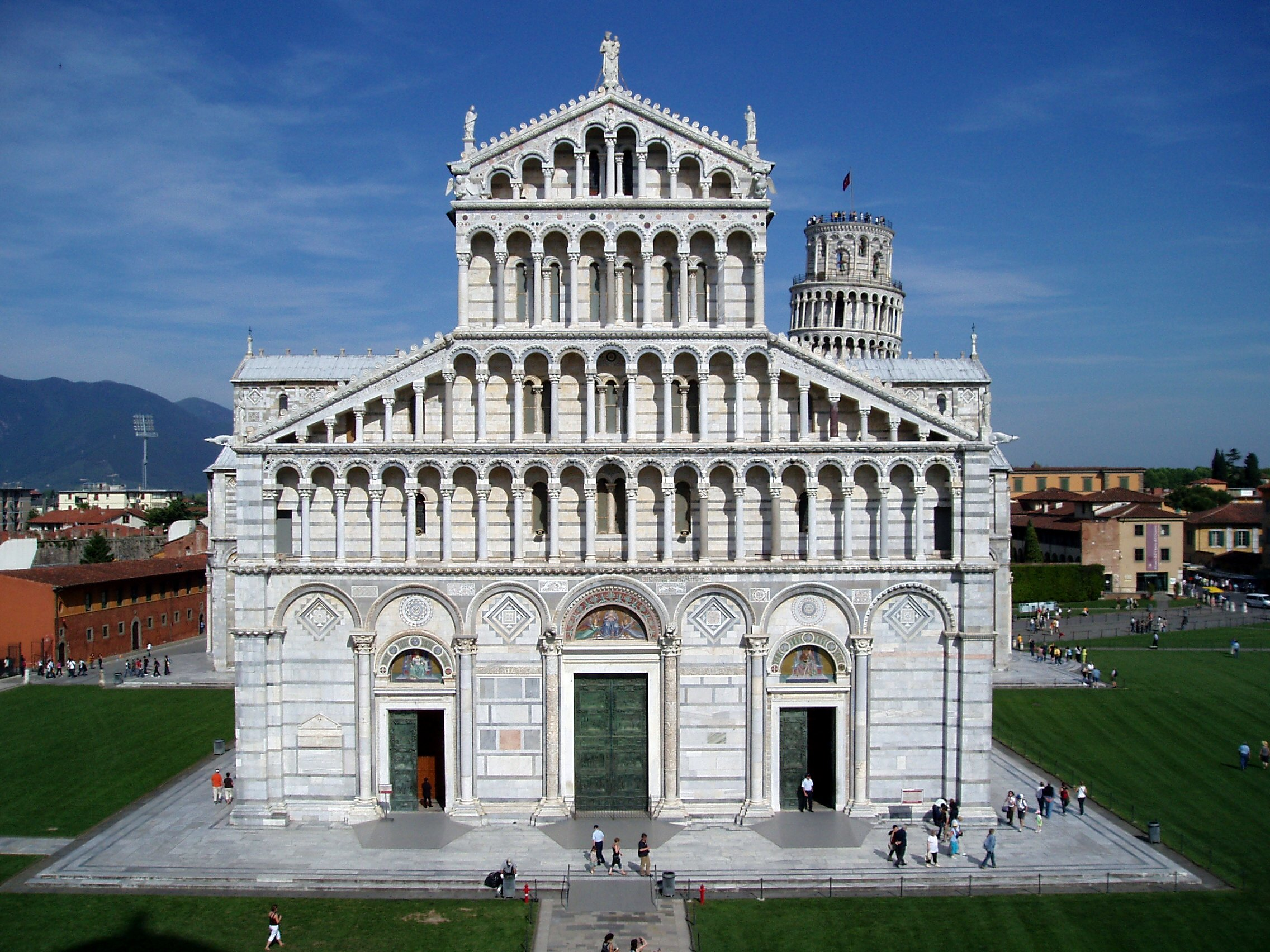
Westgevel
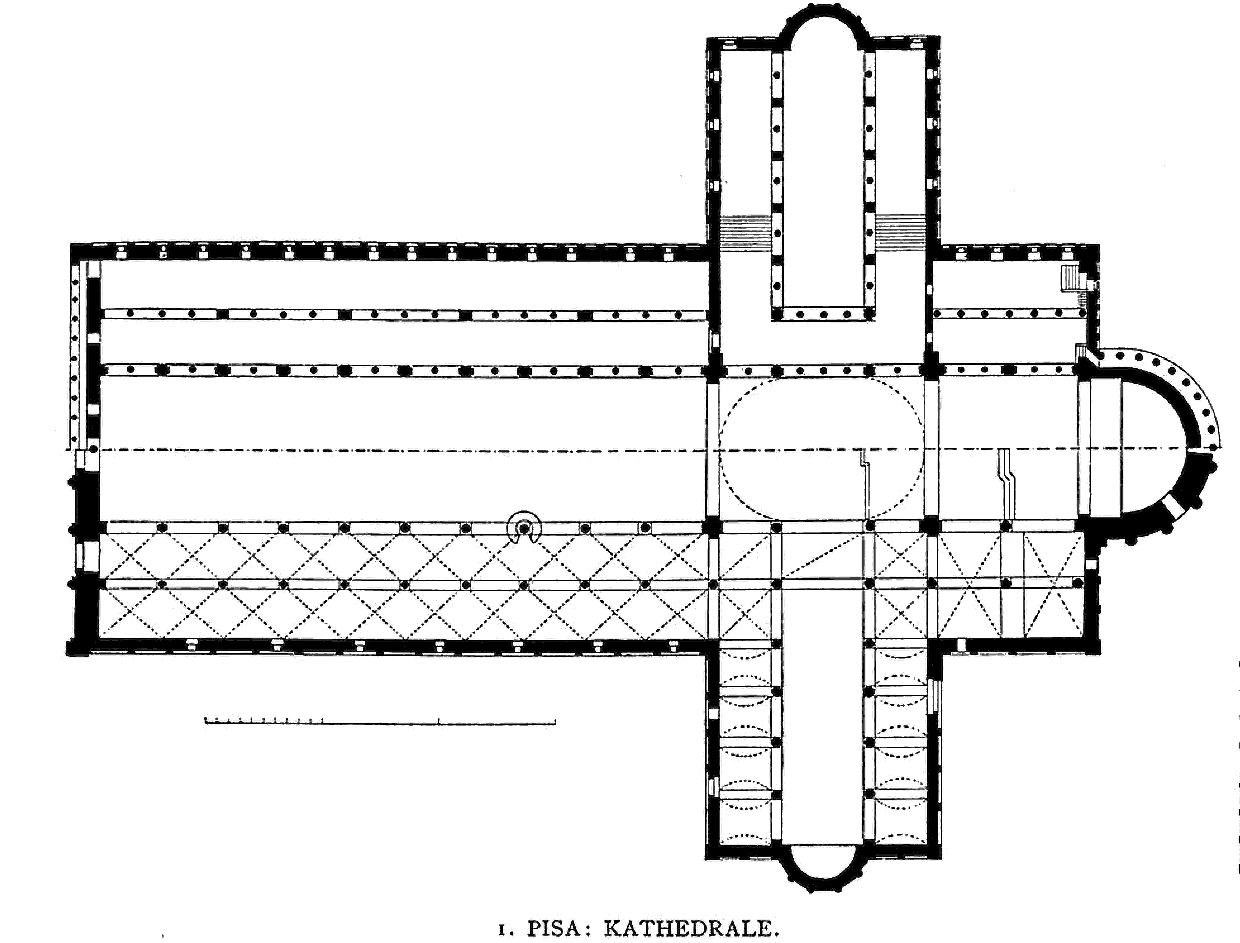
Plattegrond

Boven de deuren zijn vier rijen open galerijen met bovenaan beelden van Maria met Kind en, op de hoeken, de vier evangelisten. Een van deze galerijen bevat het graf van Busketus.

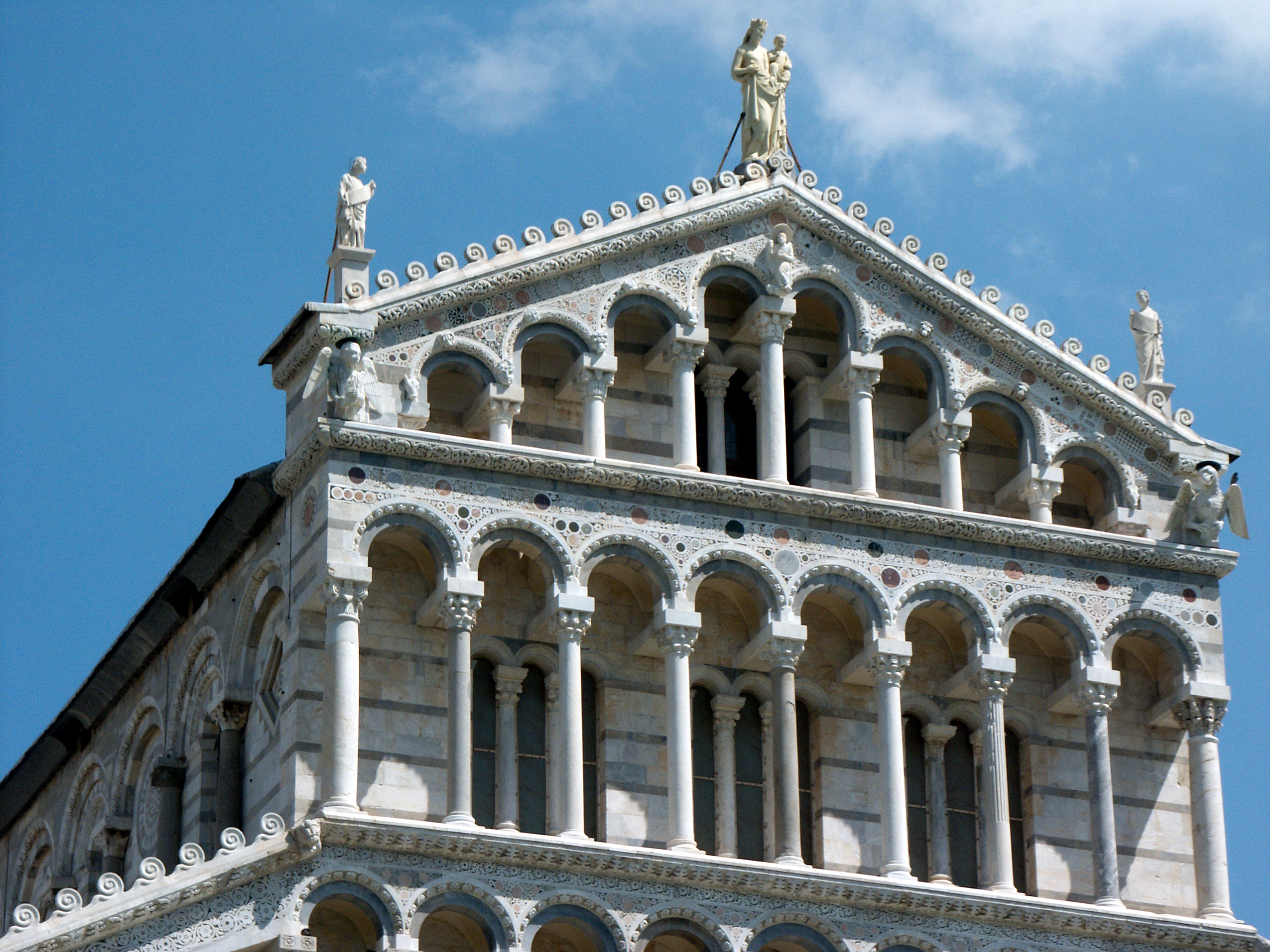
Detail van de façade

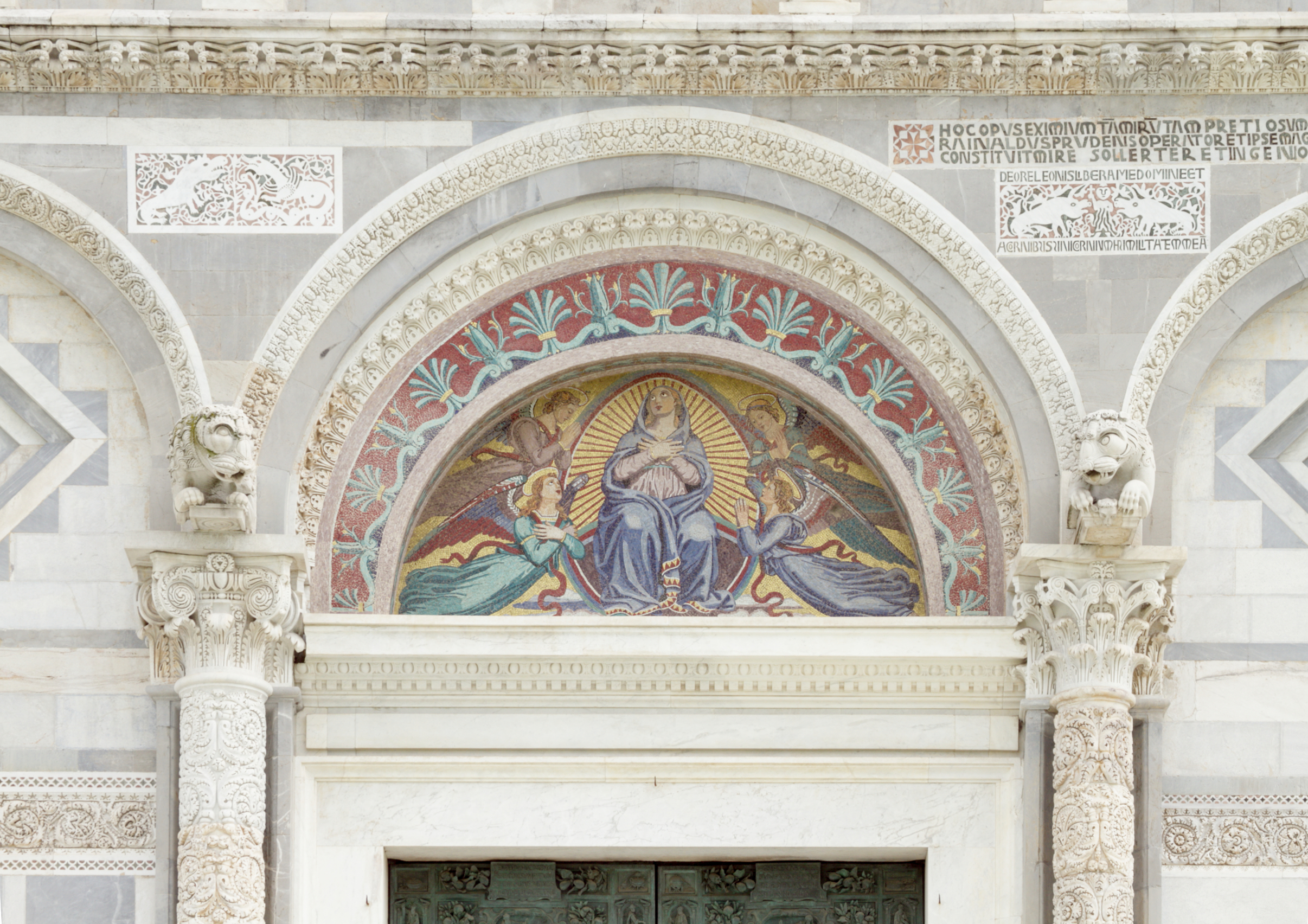
Lunet boven de middelste deur van de kathedraal, Maria afbeeldend door Giuseppe Modena da Lucca

Het interieur is bekleed met zwart en wit marmer. Het plafond is verguld en de koepel is versierd met fresco's. Het interieur werd na een brand in 1595, die de meeste middeleeuwse kunst had vernietigd, opnieuw gedecoreerd. Het indrukwekkende mozaïek in de apsis van Christus in majesteit, met de Heilige Maagd en Johannes de Evangelist ernaast, dat in 1302 door Cimabue werd gemaakt, overleefde de brand. Het lijkt op de mozaïeken in de kerk van Monreale, Sicilië. De koepel op de kruising van het schip en het transept, is gedecoreerd door Riminaldi en laat de hemelvaart van de Heilige Maagd zien. Van Galilei wordt gezegd dat hij hier zijn theorie over de beweging van een slinger heeft geformuleerd door naar een grote lamp te kijken (niet de huidige), die van het plafond van het middenschip hing. De imposante granieten Korinthische zuilen tussen het schip en de zijbeuk komen oorspronkelijk uit de moskee van Palermo, die in 1063 door de Pisanen werd veroverd.
Ook het cassetteplafond van het schip werd na de brand van 1595 vervangen. Het huidige met goud gedecoreerde plafond bevat het wapenschild van de Medici.
De prachtig gebeeldhouwde preekstoel (1302-1310), die de brand ook overleefde, was het meesterwerk van Giovanni Pisano. Hij was weggehaald bij de redecoratie en werd pas teruggevonden in 1926, waarna hij weer in ere werd hersteld. Er staan negen scènes uit het Nieuwe Testament op, in wit marmer gehouwen met een chiaroscuro-effect. Hij bevat een naturalistische afbeelding van een naakte Hercules.
De kerk bevat ook het gemummificeerde lichaam van de heilige Ranieri, Pisa's patroonheilige, en het graf van keizer Hendrik VII gemaakt door Tino da Camaino in 1315.
Het gebouw, zoals meer in Pisa, helt sinds de bouw enigszins.

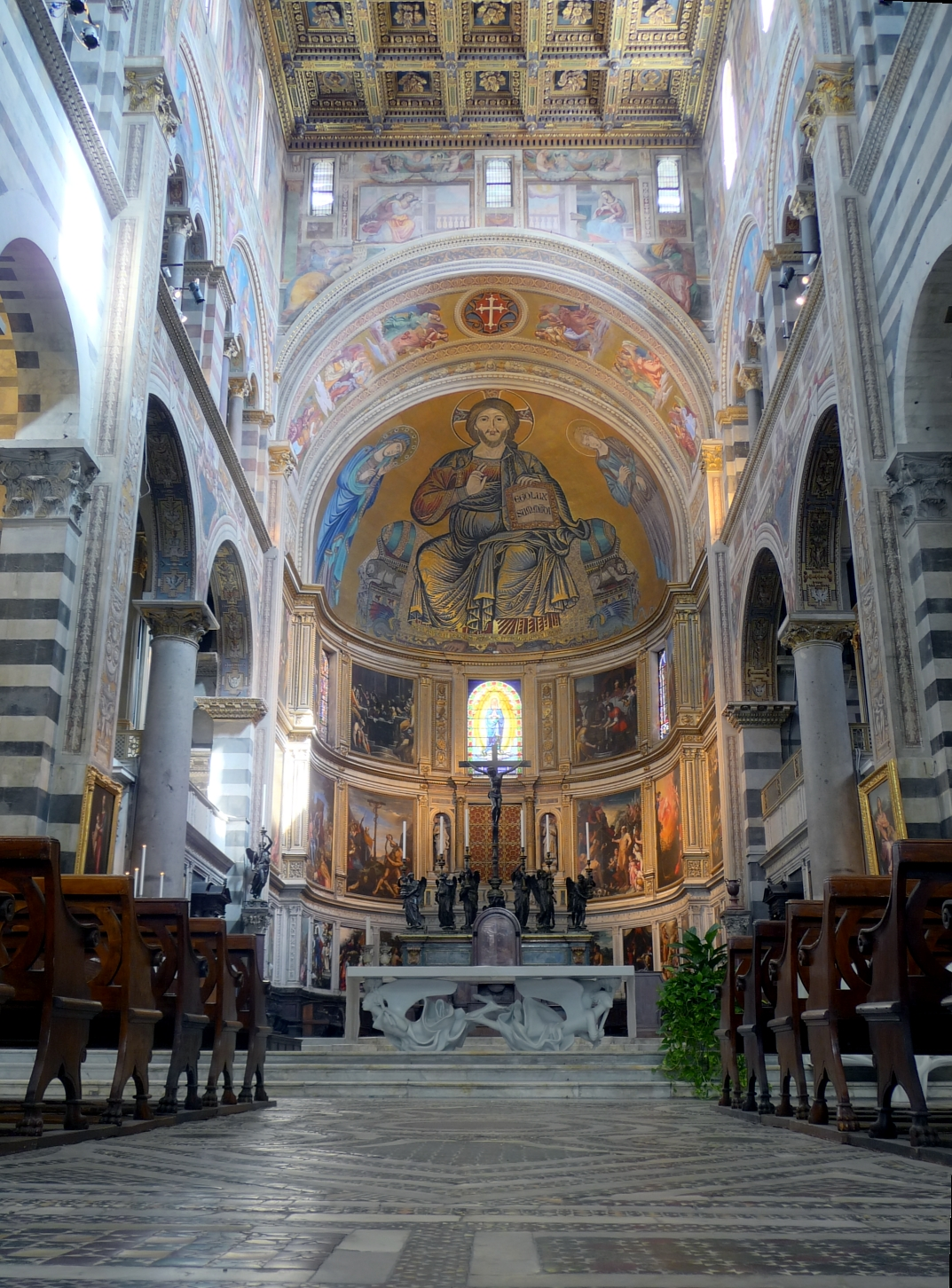
Apsis met mozaïek
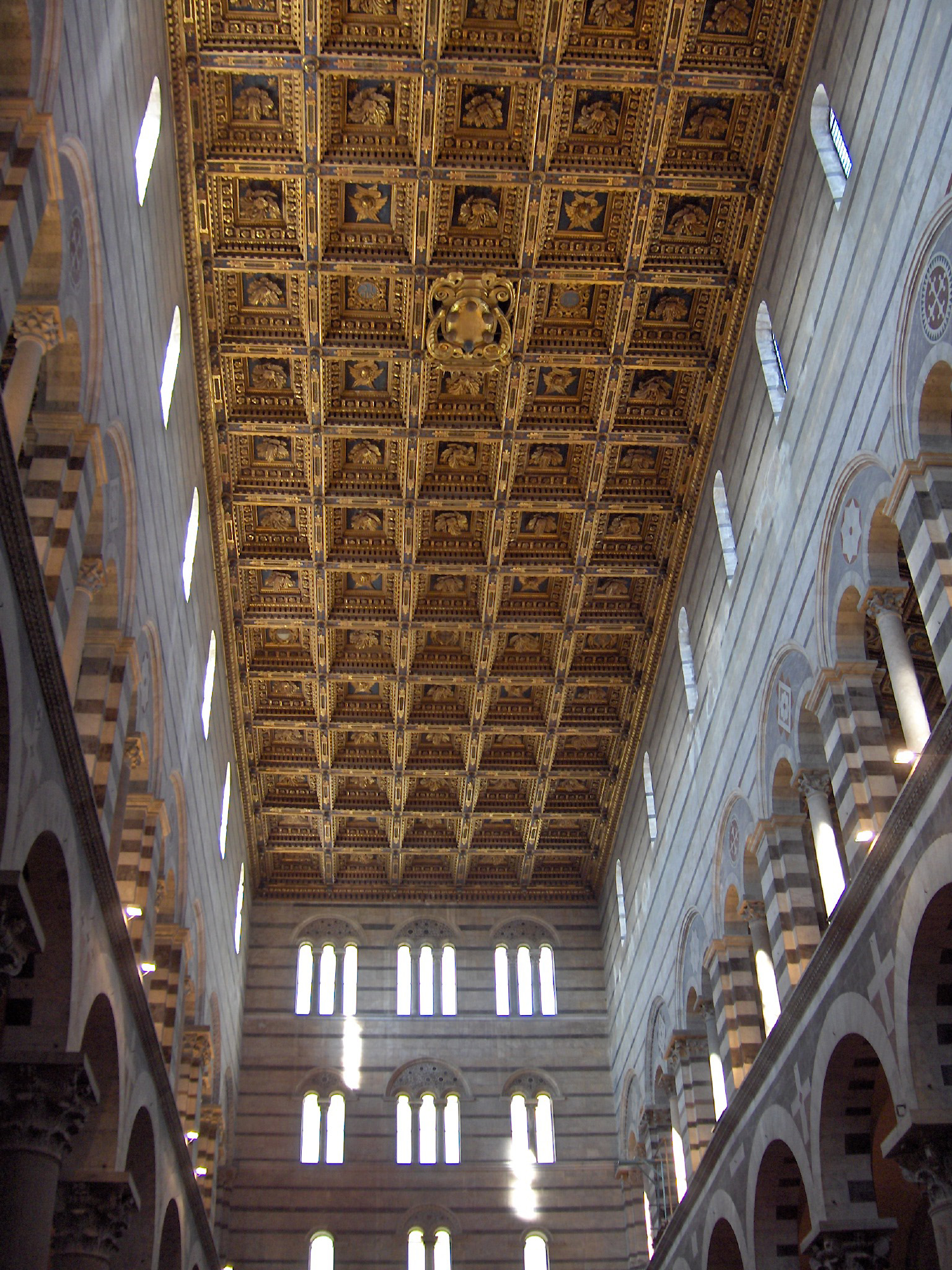
Cassetteplafond
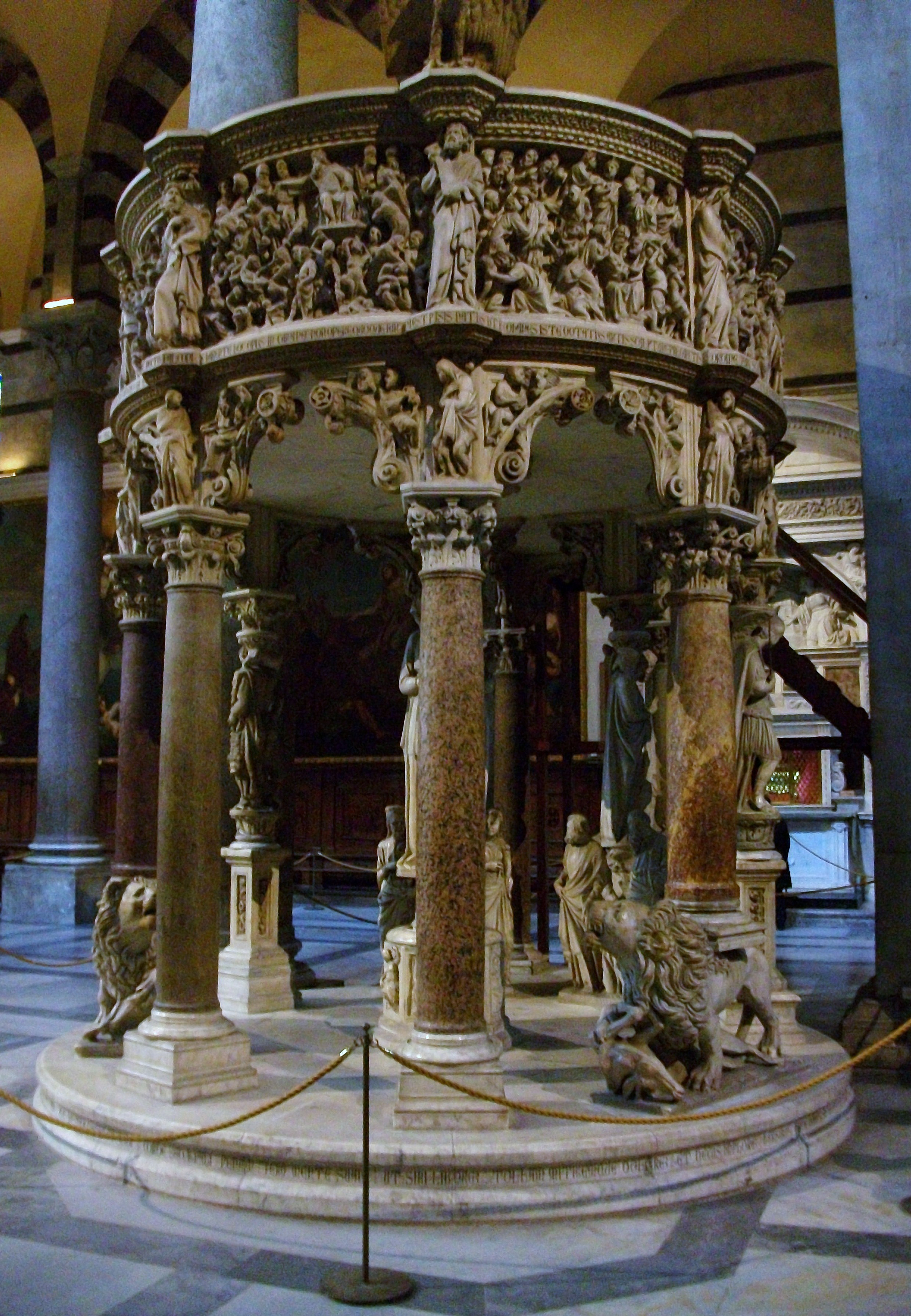
Preekstoel